# Oligotrophus tarda
Oligotrophus tarda är en tvåvingeart som först beskrevs av Roskam 1977.  Oligotrophus tarda ingår i släktet Oligotrophus och familjen gallmyggor. Inga underarter finns listade i Catalogue of Life.